# Race for Glory: Audi vs. Lancia
Race for Glory: Audi vs. Lancia  (Originaltitel: Race to Glory: Audi vs Lancia) ist ein italienisch-britischer Motorsportfilm, der unter der Regie von Stefano Mordini im Jahr 2024 produziert wurde. Die Figuren und Geschichten in diesem Film sind an wahre Begebenheiten angelehnt. Thematisiert wird die Rivalität in der Rallye-Weltmeisterschaft, der sogenannten Gruppe B, des Jahres 1983. Dieses Jahr ging in der Welt des Rallyesports in die Geschichte ein. Gekennzeichnet war es vom Duell zweier Werksteams: Dem deutschen Audi-Sport-Rennstall mit seinen allradgetriebenen Quattros und dem italienischen Martini Racing Team mit seinen heckgetriebenen Lancia-Rally-037-Modellen.

## Handlung
Der Lancia-Werksteam-Manager Cesare Fiorio wird von einer Journalistin über die Faszination des Rallyesports interviewt. Während des gesamten Films gibt es immer wieder Einblendungen dieses Interviews. Zu Beginn der Rallye-Weltmeisterschaft 1983 spitzt sich eine Rivalität zwischen den beiden Werksteams Audi Sport und dem Team von Lancia immer mehr zu.
Während das Audi-Team unter der Führung von Roland Gumpert seine allradangetriebenen Quattro-Modelle perfektioniert, setzt Lancia weiterhin auf seine heckgetriebenen Rallye-037-Modelle. Fiorio versichert dem Lancia-Vorstand, dass sie trotz technischer Unterlegenheit die Rallye-Weltmeisterschaft gewinnen können, wenn sie einen geeigneten Fahrer haben. Es gelingt dem Lancia-Team-Manager, den renommierten deutschen Rallyefahrer Walter Röhrl zu gewinnen. Röhrl stimmt jedoch nur zu, sechs Rennen zu fahren und meint, dass ihm das Siegen nicht wichtig ist.
Damit Lancia für die Rallye-Weltmeisterschaft mit dem Rally 037 zugelassen wird, müssen laut Homologationsvorschriften 200 Serienmodelle gefertigt werden. Jedoch besitzt Lancia nur 103 gebaute Modelle und sieht keine Chance bis zur Überprüfung die notwendige Anzahl zu produzieren. Fiorio zeigt den Inspektoren die 103 Modelle und sagt ihnen, dass die restlichen Fahrzeuge an einem anderen Platz gelagert werden. Auf der Fahrt zu diesem schlägt er vor, Mittagessen zu gehen. Während dieser Zeit werden die Wagen an den vermeintlich zweiten Lagerplatz gebracht. Nach dem Essen zählen die Inspektoren dann die gleichen Fahrzeuge zum zweiten Mal und erteilen daraufhin Lancia die Erlaubnis zum Teilnahme.
Beim ersten WM-Lauf, der Rallye Monte Carlo, erfährt Fiorio, dass es in den höhergelegenen Gebieten Schnee auf der Straße geben wird. Da ihm bewusst ist, dass diese Gegebenheiten einen Nachteil für die heckgetriebenen Lancia darstellen, besorgt sich sein Team Salz und streut dieses in den kritischen Kurven. Zusätzlich veranlasst er beim Straßenverkehrsamt von Monte Carlo, dass die Straße ausreichend geräumt wird. Um die anderen Teams zu täuschen, startet Lancia mit Spikereifen, die kurz danach gewechselt werden. Mit dieser Taktik wird die Rallye Monte Carlo gewonnen. Trotz Überredungsversuchen von Fiorio lehnt Röhrl ab, bei der folgenden Rallye Schweden zu fahren. Aus diesem Grund entschließt sich Lancia, nicht in Schweden anzutreten. Audi gewinnt überlegen und reüssiert auch bei der folgenden Rallye Portugal. Erst bei der Rallye Korsika steht wieder Lancia auf dem Siegespodest und dadurch ist der Ausgang der Weltmeisterschaft wieder offen. Bei der Rallye Griechenland lässt Röhrl auf einer Zwischenetappe Zeit liegen, weil er sich mit einem einheimischen Imker unterhält. Um rechtzeitig zum Check-Point zu kommen, ergibt sich dann ein Zweikampf mit einem Audi-Kontrahenten. Bei der 1000-Seen-Rallye in Finnland startet Röhrl nicht, da er Bedenken hat, dass der Lancia für dieses Rennen nicht geeignet ist. Sein Teamkollege fährt jedoch das Rennen und erleidet einen schweren Unfall. Bei der entscheidenden Rallye Sanremo überlässt Röhrl seinem Teamkollegen den Vortritt. Lancia gewinnt die Herstellerwertung im Jahr 1983.

## Hintergrund
Trotz teilweise realistischer Darstellung handelt es sich bei Glory: Audi vs. Lancia nicht um eine Dokumentation, sondern um einen Spielfilm. So steht am Ende des Films: „Die Charaktere und Geschichten in diesem Film sind angelehnt an wahre Begebenheiten“. Der Film enthält zahlreiche Details, die in motorsporthistorischer Hinsicht nicht korrekt sind: Zeitliche Zusammenhänge werden auseinandergerissen.
Dieses erzählerische Ungleichgewicht ist nicht ganz überraschend, wenn man bedenkt, dass Fiorio von Riccardo Scamarcio gespielt wird, dem in Italien geborenen Schauspieler, der auch als Produzent und Co-Drehbuchautor des Films fungiert.
Walter Röhrl kritisiert, dass plötzlich Menschen und Handlungen dazuerfunden wurden, die es einfach nicht braucht. Nicht der Sport steht im Mittelpunkt, sondern unnötige Show. Röhrl stört vor allem, dass im Vorfeld niemand von der Filmproduktion mit ihm gesprochen habe – obwohl er gerne dazu bereit gewesen wäre, zu unterstützen. „Wenn ich dann sehe, dass ich plötzlich zu einem Imker gemacht werde, dann ist das schon absurd.“
„Race for Glory: Audi vs. Lancia“ erinnert an eine Rivalität während der Rallye-Weltmeisterschaft 1983. Das ist teilweise ganz unterhaltsam, wenn der Protagonist Einfallsreichtum beweist. Die meisten anderen Figuren sind aber etwas nichtssagend geworden, der Film verlässt sich zu sehr auf den Underdog-Aspekt.

## Produktion
Gedreht wurde der Streifen im Sommer 2022, unter anderem an Originalschauplätzen in Griechenland und Italien, wie etwa auf der legendären Teststrecke im piemontesischen Balocco oder im Lancia-Büro.

## Veröffentlichung
Nach dem Kinostart in den Vereinigten Staaten, Kanada und Frankreich kam der Film „Race for Glory: Audi vs. Lancia“ ab dem 14. März 2024 in die italienischen Kinos. Ursprünglich war geplant, dass im Sommer 2024 der Film auch in österreichische und deutsche Kinos kommt. Dieser Plan wurde verworfen. Die einzige Kinovorführung in Österreich fand im Rahmen einer Firmenveranstaltung von Cascar und der VAV-Versicherung im Wiener Stadtkino im März 2025 statt.
In Deutschland erschien Race For Glory: Audi Vs Lancia am 9. Januar 2025 auf DVD und Blu-ray.